# (35347) Tallinn
(35347) Tallinn ist ein Asteroid des äußeren Hauptgürtels, der am 3. Mai 1999 von dem belgischen Astronomen Eric Walter Elst am La-Silla-Observatorium der Europäischen Südsternwarte in Chile (IAU-Code 809) entdeckt wurde.
Der Asteroid gehört zur Eos-Familie, einer Gruppe von Asteroiden, welche typischerweise große Halbachsen von 2,95 bis 3,1 AE aufweisen, nach innen begrenzt von der Kirkwoodlücke der 7:3-Resonanz mit Jupiter, sowie Bahnneigungen zwischen 8° und 12°. Die Gruppe ist nach dem Asteroiden (221) Eos benannt. Es wird vermutet, dass die Familie vor mehr als einer Milliarde Jahren durch eine Kollision entstanden ist.
(35347) Tallinn wurde am 22. Januar 2008 nach Tallinn benannt, der Hauptstadt Estlands.